# HK Vojvodina Nowy Sad
Vojvodina Nowy Sad (serb. Војводина Нови Сад) – serbski klub hokejowy z siedzibą w Nowym Sadzie.

## Sukcesy
- Złoty medal mistrzostw Serbii: 1998, 1999, 2000, 2001, 2002, 2003, 2004
- Srebrny medal mistrzostw Serbii: 1996, 1997, 2005, 2007, 2009
- Puchar Serbii: 1999, 2000, 2001
- Złoty medal Panońskiej Ligij: 2009
- Udział w Pucharze Kontynentalnym: 2004, 2008

## Zawodnicy i szkoleniowcy
W sezonie 2002/2003 zawodnikiem klubu był Roman Mega. Trenerem zespołu od 12004 do 2007 był Witalij Stain.